# 형태소
형태소(形態素, 영어: morpheme)는 언어학에서 (일반적인 정의를 따르면) 일정한 의미가 있는 가장 작은 말의 단위로 발화체 내에서 따로 떼어낼 수 있는 것을 말한다. 즉, 더 분석하면 뜻이 없어지는 말의 단위이다. 음소와 마찬가지로 형태소는 추상적인 실체이며 발화에서 다양한 형태로 실현될 수 있다.

## 분류
형태소는 그것이 가지는 의미 또는 기능에 따라 크게 문법형태소(=형식형태소)와 어휘형태소(=실질형태소)로 나눌 수 있다. 
- 실질형태소(實質形態素)는 어휘형태소(語彙形態素)라고도 하며, 어휘적 의미가 있는 형태소로 어떤 대상이나 상태, 동작을 가리키는 형태소를 말한다. 일반적으로 명사, 동사, 형용사, 부사가 이에 속한다. 예를 들어, “위키백과에는 좋은 정보가 많다.”라는 말에서 “위키”, “백과”, “좋-”, “정보”, “많-”이 어휘형태소에 해당한다.
- 형식형태소(形式形態素)는 문법형태소(文法形態素)라고도 하며, 문법적 의미가 있는 형태소로 어휘형태소와 함께 쓰여 그들 사이의 관계를 나타내는 기능을 하는 형태소를 말한다. 한국어에서는 대표적으로 조사, 어미가 이에 속한다. 앞의 예에서 “위키백과에는”에서 “-에”와 “-는”; “좋은”에서 “-은”; “정보가”에서 “-가”; “많다”에서 “-다”가 문법형태소에 해당한다.

형태소는 그것이 말에서 쓰일 때 의존성이 있는가 없는가에 따라 의존형태소와 자립형태소로 나눌 수 있다.
- 자립형태소(自立形態素)는 다른 형태소 없이 홀로 어절을 이루어 사용될 수 있는 형태소를 말한다. 한국어에서는 일반적으로 명사, 대명사, 수사, 관형사, 부사, 감탄사 등이 이에 속한다. 위의 예에서 “위키”, “백과”, “정보”가 이에 해당한다.
- 의존형태소는 문장에서 반드시 다른 형태소와 함께 쓰여서 어절을 이루는 형태소를 말한다. 한국어에서는 조사와 어미는 물론 이에 속하고 용언의 어간 즉 동사, 형용사의 어간이 이에 속한다. 위의 예에서 “좋-”이나 “많-” 같은 용언의 어간은 “-은”이나 “-다” 같은 어미와 결합하지 않고서는 말을 이룰 수 없다.

형태소는 그것이 다른 형태소와 결합하여 하나의 낱말(단어)을 만드는 데 참여하는 경우 근원형태소라고 한다. 
- 근원형태소는 단어 형성에 참여하는 실질형태소와 형식형태소 또는 자립형태소와 의존형태소를 모두 통틀어 가리키는 말이다. 위의 예에서, “위키백과”라는 말이 하나의 낱말로 정착되었다면 “위키”와 “백과”는 이 낱말의 근원형태소가 된다. “바람이 휘몰아친다.”에서 동사 “휘몰아치-”는 접두사 “휘-”, 동사 “몰-”, 어미 “-아”, 동사 “치-”가 결합한 것이므로 네 형태소 모두 근원형태소가 된다.(근원형태소는 학교문법상 일반적인 다루는 용어는 아니다.)

어떤 형태소가 다른 형태소와 결합하는 관계가 제한적이면 불구형태소(=특이형태소)라고 한다.
- 불구형태소는 특이형태소(特異形態素), 유일형태소(有一形態素)라고도 하며, 소수의 특정한 형태소와만 결합하여 사용되는 형태소를 말한다. 예를 들어, “가랑개미”, “가랑눈”, “가랑니”, “가랑무”, “가랑비” 등에서, 모든 “가랑”이 동일한 형태소인지 아니면 의미에 따라 둘 이상으로 나뉠 수 있는지에 대해서는 이견이 있을 수 있으나, 그런 논의와 무관하게 이러한 “가랑”과 같은 형태소는 몇몇 낱말에서만 사용된다는 점에서 불구형태소에 해당한다. “오솔길”의 “오솔”, “아름답다”의 “아름”도 이에 해당한다.

“한나가 책을 보았다.”을 예로 들어 분석해 보면 다음과 같다.
- 자립 형태소: 한나, 책
- 의존 형태소: 가, 을, 보, 았, 다
- 실질 형태소: 한나, 책, 보
- 형식 형태소: 가, 을, 았, 다

## 같이 보기
- 문법형태소(文法形態素) = 형식형태소(形式形態素)
- 어휘형태소(語彙形態素) = 실질형태소(實質形態素)
- 의존형태소(依存形態素)
- 자립형태소(自立形態素)
- 근원형태소(根源形態素)
- 불구형태소(不具形態素) = 특이형태소(特異形態素) = 유일형태소
- 어휘소